# Chiel Kramer
Chiel Kramer (Amsterdam, 3 januari 1992) is een Nederlands voetballer die speelt als doelman. Hij kwam in het betaalde voetbal uit voor onder meer Almere City en NAC Breda.

## Carrière
Kramer speelde in de jeugd bij ODIN '59, HFC Haarlem en AFC Ajax. Aan het einde van het seizoen 2012/13 zat Kramer tweemaal op de bank bij het eerste team van Ajax, waar Jasper Cillessen op dat moment in het veld stond. Eerste doelman Kenneth Vermeer was geschorst en derde doelman Mickey van der Hart geblesseerd. Zo deelde Kramer in de feestvreugde rond het landskampioenschap 2012/13. Hierna liep zijn contract bij Ajax af en na een stage bij RKC Waalwijk tekende hij voor een jaar als derde doelman bij sc Heerenveen.
Kramer tekende in 2014 bij FC Eindhoven. Hiervoor debuteerde hij op 23 september 2014 in het betaald voetbal, tijdens een bekerwedstrijd tegen VVV-Venlo. Hij stond in de basisopstelling en mocht 120 minuten meedoen. Kramer maakte op 1 mei 2015 zijn competitiedebuut, in de Eerste divisie. Hij was die dag basisspeler in een wedstrijd uit tegen Jong FC Twente. Hij speelde in twee jaar bij FC Eindhoven uiteindelijk drie wedstrijden in het eerste elftal.
Kramer tekende in juni 2016 een contract tot medio 2017 bij Almere City, met een optie voor nog een seizoen. Hij maakte zijn debuut voor de club op 5 augustus 2016 in de met 1-1 gelijk gespeelde wedstrijd tegen FC Volendam. Kramer was twee seizoenen eerste doelman bij Almere City, maar verloor in zijn derde seizoen de concurrentiestrijd van Timo Plattel en Agil Etemadi.
In juli 2019 stapte hij over naar NAC Breda waar hij als tweede doelman, achter Nick Olij, een contract tekende voor één jaar. In 2021 vertrok hij uit Breda en ging hij in een vriendenteam spelen bij ODIN '59, niet als doelman maar als spits. In het seizoen 2023/24 stond hij vanwege het uitvallen van meerdere keepers twee duels onder de lat in het eerste elftal, uitkomend in de Derde divisie.

## Clubstatistieken
| 2012/13                      | AFC Ajax        | Nederland       | Eredivisie      | 0  | 0 | 0 | 0 | 0 | 0 | 0  | 0 |
| 2013/14                      | sc Heerenveen   | Nederland       | Eredivisie      | 0  | 0 | 0 | 0 | 0 | 0 | 0  | 0 |
| 2014/15                      | FC Eindhoven    | Nederland       | Eerste divisie  | 1  | 0 | 1 | 0 | 0 | 0 | 2  | 0 |
| 2015/16                      | FC Eindhoven    | Nederland       | Eerste divisie  | 1  | 0 | 0 | 0 | 0 | 0 | 1  | 0 |
| 2016/17                      | Almere City     | Nederland       | Eerste divisie  | 37 | 0 | 2 | 0 | 2 | 0 | 41 | 0 |
| 2017/18                      | Almere City     | Nederland       | Eerste divisie  | 38 | 0 | 2 | 0 | 6 | 0 | 46 | 0 |
| 2018/19                      | Almere City     | Nederland       | Eerste divisie  | 0  | 0 | 2 | 0 | 0 | 0 | 2  | 0 |
| 2019/20                      | NAC Breda       | Nederland       | Eerste divisie  | 0  | 0 | 0 | 0 | 0 | 0 | 0  | 0 |
| 2020/21                      | NAC Breda       | Nederland       | Eerste divisie  | 0  | 0 | 1 | 0 | 0 | 0 | 1  | 0 |
| 2023/24                      | ODIN '59        | Nederland       | Derde divisie   | 2  | 0 | 0 | 0 | 0 | 0 | 2  | 0 |
| Carrière totaal              | Carrière totaal | Carrière totaal | Carrière totaal | 79 | 0 | 8 | 0 | 8 | 0 | 95 | 0 |
| Bijgewerkt tot 18 juli 2025. |                 |                 |                 |    |   |   |   |   |   |    |   |